# قطعنامه ۴۱۸ شورای امنیت
قطعنامه ۴۱۸ شورای امنیت سازمان ملل متحد که در تاریخ ۳۱ اکتبر ۱۹۷۷ تصویب شد، سندی بین‌المللی دربارهٔ آفریقای جنوبی است. این قطعنامه طی نشست ۲٬۰۴۵ام با ۱۵ موافق، ۰ مخالف و ۰ ممتنع تصویب شد.